# 1937 na rádio
Nesta página encontrará referências aos acontecimentos directamente relacionados com a rádio ocorridos durante o ano de 1937.

## Eventos
- 6 de maio - É inaugurada no Brasil a Rádio Bandeirantes ou Sociedade Bandeirante de Rádiodifusão PRH-9.

## Nascimentos
| Data          | Nome                     | Profissão                       | Nacionalidade | Observações | Ref |
| ------------- | ------------------------ | ------------------------------- | ------------- | ----------- | --- |
| 9 de junho    | Antônio Carlos           | radialista                      | Brasil        |             |     |
| 8 de dezembro | Armindo Antônio Ranzolin | jornalista e locutor desportivo | Brasil        |             |     |

## Mortes
| Data | Nome | Profissão | Nacionalidade | Observações | Ref |
| ---- | ---- | --------- | ------------- | ----------- | --- |